# The Tocher (film)
The Tocher is een Britse film uit 1935, geregisseerd door Lotte Reiniger. De film, die gebruikmaakt van silhouetten, was een productie van de GPO Film Unit. The Tocher (Schots voor bruidsschat) behandelt het thema Schotse zuinigheid. Vader van een Schotse schone weigert in eerste instantie de aanstaande van zijn dochter, totdat die met een spaarbankboekje komt. De film werd dan ook gemaakt voor de Post Office Savings Bank. De Braziliaanse filmmaker Alberto Cavalcanti was verantwoordelijk voor het geluid. 
Het beeld wordt begeleid door muziek van Benjamin Britten, die een kleine suite componeerde op basis van muziek van Gioacchino Rossini, maar slechts een drietal deeltjes werd gebruikt.